# Festival di Sanremo 2019
Il sessantanovesimo Festival di Sanremo si è svolto al teatro Ariston di Sanremo dal 5 al 9 febbraio 2019 con la conduzione, per il secondo anno consecutivo, di Claudio Baglioni, il quale ha curato anche la direzione artistica, affiancato da Claudio Bisio e Virginia Raffaele, quest'ultima già co-conduttrice dell'edizione 2016.
La regia è stata curata da Duccio Forzano, mentre la scenografia è stata realizzata da Francesca Montinaro, che aveva già realizzato anche quella dell'edizione 2013. La direzione musicale è stata affidata per il secondo anno consecutivo a Geoff Westley. Inoltre, per la terza volta, la kermesse ha avuto come sponsor unico l'azienda di telecomunicazioni TIM.
Vi hanno partecipato 24 artisti con altrettanti brani tutti in gara in un'unica sezione, circostanza che non si verificava dall'edizione del 2004. 22 partecipanti sono artisti noti, mentre 2 sono i vincitori di Sanremo Giovani 2018; questi ultimi hanno presentato un brano inedito diverso da quello con il quale avevano vinto la suddetta competizione.
L'edizione è stata vinta da Mahmood col brano Soldi, mentre il Premio della Critica Mia Martini è andato a Daniele Silvestri con Argentovivo.
La vittoria al Festival di Sanremo ha permesso a Mahmood di rappresentare l'Italia all'Eurovision Song Contest 2019 tenutosi a Tel Aviv, in Israele, al termine del quale si è piazzato al secondo posto.

## Conduzione
Il 14 giugno 2018 Claudio Baglioni viene riconfermato come direttore artistico del Festival. Pochi giorni dopo viene confermato anche il suo ruolo di presentatore.
Il 9 gennaio 2019, alla consueta conferenza stampa di presentazione del Festival, è stata annunciata la presenza dei comici Claudio Bisio e Virginia Raffaele in veste di co-conduttori.

## Direzione artistica e autori
La direzione artistica del Festival di Sanremo 2019 è stata affidata a Claudio Baglioni. Il presentatore ha presieduto la commissione musicale composta da Claudio Fasulo, Duccio Forzano, Massimo Giuliano, Massimo Martelli e Geoff Westley, la quale ha avuto il compito di selezionare i brani di entrambe le sezioni.
Gli autori sono Martino Clericetti, Duccio Forzano, Pietro Galeotti, Ludovico Gullifa, Ermanno Labianca, Massimo Martelli, Guido Tognetti e Paola Vedani con Luca Monarca e Giovanni Todescan.

## Partecipanti
Le canzoni sono state scelte e/o gli artisti sono stati invitati dal direttore artistico Claudio Baglioni, il quale si è potuto avvalere della consulenza della commissione musicale.
Come previsto dal regolamento, i due artisti vincitori di Sanremo Giovani 2018 hanno guadagnato di diritto la partecipazione al Festival. Il privilegio è andato a Einar e Mahmood, vincitori rispettivamente della prima e della seconda serata del suddetto programma andato in onda il 20 e il 21 dicembre 2018 in diretta su Rai 1.
Inoltre, nel corso della medesima trasmissione, sono stati annunciati anche i nomi dei 22 artisti selezionati per la manifestazione e i titoli dei relativi brani, undici per sera.
| Interprete                 | Ultime partecipazioni al Festival |
| -------------------------- | --------------------------------- |
| Achille Lauro              | Esordiente                        |
| Anna Tatangelo             | 2015                              |
| Arisa                      | 2016                              |
| Boomdabash                 | Esordienti                        |
| Daniele Silvestri          | 2013                              |
| Enrico Nigiotti            | 2015 (tra le Nuove proposte)      |
| Ex-Otago                   | Esordienti                        |
| Einar                      | Esordiente                        |
| Federica Carta e Shade     | Esordienti                        |
| Francesco Renga            | 2014                              |
| Ghemon                     | Esordiente                        |
| Il Volo                    | 2015                              |
| Irama                      | 2016 (tra le Nuove proposte)      |
| Loredana Bertè             | 2012                              |
| Mahmood                    | 2016 (tra le Nuove proposte)      |
| Motta                      | Esordiente                        |
| Negrita                    | 2003                              |
| Nek                        | 2015                              |
| Nino D'Angelo e Livio Cori | 2010 ed Esordiente                |
| Paola Turci                | 2017                              |
| Patty Pravo con Briga      | 2016 ed Esordiente                |
| Simone Cristicchi          | 2013                              |
| The Zen Circus             | Esordienti                        |
| Ultimo                     | 2018 (tra le Nuove proposte)      |

Note
1. 1 2  Accede di diritto dopo aver vinto a Sanremo Giovani 2018.

## Classifica finale
| Posizione | Artista                    | Brano                            | Autori                                                                           |
| --------- | -------------------------- | -------------------------------- | -------------------------------------------------------------------------------- |
| 1º        | Mahmood                    | Soldi                            | Mahmood, Dardust, Charlie Charles                                                |
| 2º        | Ultimo                     | I tuoi particolari               | N. Moriconi                                                                      |
| 3º        | Il Volo                    | Musica che resta                 | G. Nannini, E. Munda, P. Romitelli, P. Mammaro, A. Carozza                       |
| 4º        | Loredana Bertè             | Cosa ti aspetti da me            | G. Curreri, G. Pulli, P. Romitelli                                               |
| 5º        | Simone Cristicchi          | Abbi cura di me                  | S. Cristicchi, N. Brunialti, G. Ortenzi                                          |
| 6º        | Daniele Silvestri          | Argentovivo                      | D. Silvestri, T. Iurcich, F. Rondanini, M. Agnelli                               |
| 7º        | Irama                      | La ragazza con il cuore di latta | Irama, G. Colonnelli, A. Debernardi, G. Nenna                                    |
| 8º        | Arisa                      | Mi sento bene                    | M. Buzzanca, L. Vizzini, R. Pippa, A. Flora                                      |
| 9º        | Achille Lauro              | Rolls Royce                      | A. Lauro, D. Petrella, D. Dezi, D. Mungai, Boss Doms                             |
| 10º       | Enrico Nigiotti            | Nonno Hollywood                  | E. Nigiotti                                                                      |
| 11º       | Boomdabash                 | Per un milione                   | F. Abbate, R. Pagliarulo, A. Rapetti Mogol, A. Cisternino, F. Clemente, A. Merli |
| 12º       | Ghemon                     | Rose viola                       | Ghemon, Zef                                                                      |
| 13º       | Ex-Otago                   | Solo una canzone                 | M. Carucci, S. Bertuccini, F. Bacci, O. Martellacci, R. Bouchabla                |
| 14º       | Motta                      | Dov'è l'Italia                   | F. Motta                                                                         |
| 15º       | Francesco Renga            | Aspetto che torni                | Bungaro, F. Renga, C. Chiodo, Rakele, G. Runco                                   |
| 16º       | Paola Turci                | L'ultimo ostacolo                | P. Turci, L. Chiaravalli, S. Marletta, E. Roberts                                |
| 17º       | The Zen Circus             | L'amore è una dittatura          | A. Appino, G. P. Cuccuru, M. Schiavelli                                          |
| 18º       | Federica Carta e Shade     | Senza farlo apposta              | Shade, J. Ettorre, Giacomo Roggia                                                |
| 19º       | Nek                        | Mi farò trovare pronto           | F. Neviani, P. Antonacci, L. Chiaravalli                                         |
| 20º       | Negrita                    | I ragazzi stanno bene            | P. Bruni, C. Petricich, E. Salvi, F. Barbacci, L. Cilembrini, G. Gagliano        |
| 21º       | Patty Pravo con Briga      | Un po' come la vita              | M. Rettani, D. Calvetti, Zibba, Briga, L. Leonori                                |
| 22º       | Anna Tatangelo             | Le nostre anime di notte         | L. Vizzini                                                                       |
| 23º       | Einar                      | Parole nuove                     | A. Maiello, E. Palmosi, N. Marotta                                               |
| 24º       | Nino D'Angelo e Livio Cori | Un'altra luce                    | L. Cori, N. D'Angelo, F. Fogliano, M. Dagani, G. Fracchiolla                     |

## Regolamento e serate
Ad eccezione della scelta della sezione unica, il regolamento e la composizione delle serate sono pressoché identici a quelli della precedente edizione. Attraverso i quattro sistemi di votazione, ovvero televoto, Giuria della Sala Stampa, Giuria demoscopica e Giuria d'onore, si è arrivati alla proclamazione della canzone vincitrice. Come per l'edizione del 2018, i voti delle serate sono stati cumulati, ovvero la percentuale di voti ottenuta dagli artisti in ogni serata ha contribuito in egual modo alla realizzazione della classifica finale, anche durante la finale a tre.

### Prima serata
Nel corso della prima serata si sono esibiti tutti i 24 artisti in gara. Le canzoni sono state votate dal pubblico a casa tramite il televoto, dalla Giuria della Sala stampa e dalla Giuria demoscopica. I tre distinti risultati percentualizzati hanno pesato rispettivamente per il 40%, 30% e 30% sulla classifica della serata. Al termine della serata è stata resa parzialmente nota la graduatoria della Giuria demoscopica.
- Classifica alta

- Classifica centrale

- Classifica bassa

| Ordine di uscita | Artista                    | Brano                            | Televoto (40%) | Televoto (40%) | Sala Stampa (30%) | Giuria demoscopica (30%) | Totale | Totale      |
| Ordine di uscita | Artista                    | Brano                            | %              | Posizione      | Sala Stampa (30%) | Giuria demoscopica (30%) | %      | Graduatoria |
| ---------------- | -------------------------- | -------------------------------- | -------------- | -------------- | ----------------- | ------------------------ | ------ | ----------- |
| 1                | Francesco Renga            | Aspetto che torni                | 3,74           | 10º posto      | 20º posto         | 8º posto                 | 3,47   | 11º posto   |
| 2                | Nino D'Angelo e Livio Cori | Un'altra luce                    | 2,51           | 15º posto      | 21º posto         | 20º posto                | 1,94   | 22º posto   |
| 3                | Nek                        | Mi farò trovare pronto           | 4,04           | 7º posto       | 16º posto         | 5º posto                 | 4,11   | 10º posto   |
| 4                | The Zen Circus             | L'amore è una dittatura          | 2,28           | 17º posto      | 11º posto         | 17º posto                | 2,98   | 16º posto   |
| 5                | Il Volo                    | Musica che resta                 | 17,21          | 2º posto       | 13º posto         | 1º posto                 | 10,72  | 2º posto    |
| 6                | Loredana Bertè             | Cosa ti aspetti da me            | 3,92           | 9º posto       | 5º posto          | 3º posto                 | 5,85   | 4º posto    |
| 7                | Daniele Silvestri          | Argentovivo                      | 2,90           | 12º posto      | 3º posto          | 6º posto                 | 5,30   | 5º posto    |
| 8                | Federica Carta e Shade     | Senza farlo apposta              | 5,27           | 3º posto       | 24º posto         | 12º posto                | 3,45   | 12º posto   |
| 9                | Ultimo                     | I tuoi particolari               | 17,99          | 1º posto       | 6º posto          | 2º posto                 | 11,53  | 1º posto    |
| 10               | Paola Turci                | L'ultimo ostacolo                | 2,57           | 14º posto      | 14º posto         | 11º posto                | 3,15   | 14º posto   |
| 11               | Motta                      | Dov'è l'Italia                   | 1,57           | 22º posto      | 9º posto          | 22º posto                | 2,63   | 19º posto   |
| 12               | Boomdabash                 | Per un milione                   | 4,80           | 4º posto       | 12º posto         | 10º posto                | 4,55   | 9º posto    |
| 13               | Patty Pravo con Briga      | Un po' come la vita              | 3,31           | 11º posto      | 19º posto         | 16º posto                | 2,69   | 18º posto   |
| 14               | Simone Cristicchi          | Abbi cura di me                  | 4,06           | 6º posto       | 2º posto          | 4º posto                 | 6,43   | 3º posto    |
| 15               | Achille Lauro              | Rolls Royce                      | 2,74           | 13º posto      | 7º posto          | 24º posto                | 3,14   | 15º posto   |
| 16               | Arisa                      | Mi sento bene                    | 2,07           | 19º posto      | 4º posto          | 9º posto                 | 4,69   | 7º posto    |
| 17               | Negrita                    | I ragazzi stanno bene            | 2,09           | 18º posto      | 15º posto         | 14º posto                | 2,58   | 20º posto   |
| 18               | Ghemon                     | Rose viola                       | 1,81           | 20º posto      | 18º posto         | 23º posto                | 1,75   | 23º posto   |
| 19               | Einar                      | Parole nuove                     | 2,49           | 16º posto      | 23º posto         | 18º posto                | 1,96   | 21º posto   |
| 20               | Ex-Otago                   | Solo una canzone                 | 3,95           | 8º posto       | 16º posto         | 21º posto                | 2,82   | 17º posto   |
| 21               | Anna Tatangelo             | Le nostre anime di notte         | 1,20           | 24º posto      | 22º posto         | 15º posto                | 1,57   | 24º posto   |
| 22               | Irama                      | La ragazza con il cuore di latta | 4,52           | 5º posto       | 9º posto          | 7º posto                 | 4,91   | 6º posto    |
| 23               | Enrico Nigiotti            | Nonno Hollywood                  | 1,22           | 23º posto      | 8º posto          | 13º posto                | 3,22   | 13º posto   |
| 24               | Mahmood                    | Soldi                            | 1,74           | 21º posto      | 1º posto          | 19º posto                | 4,55   | 8º posto    |

Ospiti
- Andrea Bocelli: Il mare calmo della sera (con Claudio Baglioni) e Fall on Me (con il figlio Matteo)[25]
- Pierfrancesco Favino: mash-up tra i Queen, Mary Poppins e Sister Act (con Virginia Raffaele)
- Giorgia: medley Le tasche piene di sassi / Una storia importante / I Will Always Love You (da Pop Heart) e Come saprei (con Claudio Baglioni)[26]
- Claudio Santamaria: medley omaggio al Quartetto Cetra Nella vecchia fattoria / Ba ba baciami piccina / Donna/Musetto / Vecchia America / Un bacio a mezzanotte (con Claudio Baglioni, Claudio Bisio e Virginia Raffaele)[27]

Altre esibizioni
- Claudio Baglioni, Claudio Bisio e Virginia Raffaele: Via (in apertura di serata)
- Claudio Bisio: monologo sui testi delle canzoni di Claudio Baglioni, Io sono qui (con Claudio Baglioni)

### Seconda serata
Nel corso della seconda serata si sono esibiti 12 dei 24 artisti in gara. Le canzoni sono state votate nuovamente dal pubblico a casa tramite il televoto, dalla Giuria della Sala stampa e dalla Giuria demoscopica. I tre distinti risultati percentualizzati hanno pesato rispettivamente per il 40%, 30% e 30% sulla classifica della serata. Al termine della serata è stata resa parzialmente nota la graduatoria della Giuria della Sala stampa.
- Classifica alta

- Classifica centrale

- Classifica bassa

| Ordine di uscita | Artista                | Brano                  | Televoto (40%) | Televoto (40%) | Sala Stampa (30%) | Giuria demoscopica (30%) | Totale | Totale                |
| Ordine di uscita | Artista                | Brano                  | %              | Posizione      | Sala Stampa (30%) | Giuria demoscopica (30%) | %      | Graduatoria combinata |
| ---------------- | ---------------------- | ---------------------- | -------------- | -------------- | ----------------- | ------------------------ | ------ | --------------------- |
| 1                | Achille Lauro          | Rolls Royce            | 7,13           | 4º posto       | 4º posto          | 12º posto                | 7,55   | 5º posto              |
| 2                | Einar                  | Parole nuove           | 5,78           | 8º posto       | 11º posto         | 8º posto                 | 4,96   | 10º posto             |
| 3                | Il Volo                | Musica che resta       | 38,32          | 1º posto       | 8º posto          | 1º posto                 | 21,51  | 1º posto              |
| 4                | Arisa                  | Mi sento bene          | 5,83           | 7º posto       | 1º posto          | 5º posto                 | 12,78  | 2º posto              |
| 5                | Nek                    | Mi farò trovare pronto | 5,88           | 6º posto       | 9º posto          | 4º posto                 | 6,56   | 6º posto              |
| 6                | Daniele Silvestri      | Argentovivo            | 5,40           | 9º posto       | 2º posto          | 3º posto                 | 10,95  | 4º posto              |
| 7                | Ex-Otago               | Solo una canzone       | 6,57           | 5º posto       | 6º posto          | 10º posto                | 5,00   | 9º posto              |
| 8                | Ghemon                 | Rose viola             | 3,42           | 10º posto      | 5º posto          | 11º posto                | 3,92   | 11º posto             |
| 9                | Loredana Bertè         | Cosa ti aspetti da me  | 8,12           | 2º posto       | 3º posto          | 2º posto                 | 12,35  | 3º posto              |
| 10               | Paola Turci            | L'ultimo ostacolo      | 3,21           | 11º posto      | 7º posto          | 6º posto                 | 5,04   | 8º posto              |
| 11               | Negrita                | I ragazzi stanno bene  | 3,06           | 12º posto      | 10º posto         | 9º posto                 | 3,79   | 12º posto             |
| 12               | Federica Carta e Shade | Senza farlo apposta    | 7,29           | 3º posto       | 12º posto         | 7º posto                 | 5,58   | 7º posto              |

Ospiti
- Fiorella Mannoia: Il peso del coraggio e Quello che le donne non dicono (con Claudio Baglioni)[31]
- Pippo Baudo[32]
- Michelle Hunziker: La lega dell'amore (con Claudio Bisio)[33]
- Marco Mengoni: Hola (I Say) (con Tom Walker), L'essenziale e Emozioni (con Claudio Baglioni)[34]
- Pio e Amedeo[35]
- Riccardo Cocciante: Bella (con Giò Di Tonno, Vittorio Matteucci e Graziano Galatone, da Notre Dame de Paris) e Margherita (con Claudio Baglioni)[36]
- Laura Chiatti e Michele Riondino: Un'avventura[37]
- Fabrizio Moro: Medley Pensa / Eppure mi hai cambiato la vita / Portami via / Non mi avete fatto niente

Altre esibizioni
- Claudio Baglioni: Noi no (in apertura di serata), Questo piccolo grande amore (presentato da Pippo Baudo)
- Claudio Baglioni e Virginia Raffaele: Il tipo ideale
- Virginia Raffaele: sketch sule note di Habanera

### Terza serata
Nel corso della terza serata si sono esibiti i restanti 12 dei 24 artisti in gara. Le canzoni sono state votate nuovamente dal pubblico a casa tramite il televoto, dalla Giuria della Sala stampa e dalla Giuria demoscopica. I tre distinti risultati percentualizzati hanno pesato rispettivamente per il 40%, 30% e 30% sulla classifica della serata. Al termine della serata è stata resa parzialmente nota la graduatoria della Giuria della Sala stampa. Inoltre, è stata stilata (ma non diffusa) una classifica parziale di tutti gli artisti, data dalla media tra i voti ottenuti nella prima serata, i voti ottenuti nella seconda (per i primi 12) e i voti ottenuti nella terza (per i rimanenti 12).
- Classifica alta

- Classifica centrale

- Classifica bassa

| Ordine di uscita | Artista                    | Brano                            | Televoto (40%) | Televoto (40%) | Sala Stampa (30%) | Giuria demoscopica (30%) | Totale | Totale                |
| Ordine di uscita | Artista                    | Brano                            | %              | Posizione      | Sala Stampa (30%) | Giuria demoscopica (30%) | %      | Graduatoria combinata |
| ---------------- | -------------------------- | -------------------------------- | -------------- | -------------- | ----------------- | ------------------------ | ------ | --------------------- |
| 1                | Mahmood                    | Soldi                            | 4,32           | 7º posto       | 2º posto          | 8º posto                 | 8,94   | 4º posto              |
| 2                | Enrico Nigiotti            | Nonno Hollywood                  | 8,02           | 5º posto       | 6º posto          | 5º posto                 | 8,65   | 5º posto              |
| 3                | Anna Tatangelo             | Le nostre anime di notte         | 2,85           | 11º posto      | 9º posto          | 7º posto                 | 4,15   | 10º posto             |
| 4                | Ultimo                     | I tuoi particolari               | 27,92          | 1º posto       | 3º posto          | 2º posto                 | 19,90  | 1º posto              |
| 5                | Francesco Renga            | Aspetto che torni                | 6,83           | 6º posto       | 8º posto          | 4º posto                 | 7,29   | 7º posto              |
| 6                | Irama                      | La ragazza con il cuore di latta | 14,62          | 2º posto       | 4º posto          | 3º posto                 | 12,32  | 3º posto              |
| 7                | Patty Pravo con Briga      | Un po' come la vita              | 3,77           | 9º posto       | 11º posto         | 10º posto                | 3,58   | 11º posto             |
| 8                | Simone Cristicchi          | Abbi cura di me                  | 9,69           | 4º posto       | 1º posto          | 1º posto                 | 13,99  | 2º posto              |
| 9                | Boomdabash                 | Per un milione                   | 11,42          | 3º posto       | 10º posto         | 6º posto                 | 8,29   | 6º posto              |
| 10               | Motta                      | Dov'è l'Italia                   | 2,64           | 12º posto      | 5º posto          | 12º posto                | 4,66   | 9º posto              |
| 11               | The Zen Circus             | L'amore è una dittatura          | 3,73           | 10º posto      | 7º posto          | 9º posto                 | 5,11   | 8º posto              |
| 12               | Nino D'Angelo e Livio Cori | Un'altra luce                    | 4,20           | 8º posto       | 12º posto         | 11º posto                | 3,13   | 12º posto             |

Ospiti
- Antonello Venditti: Sotto il segno dei pesci e Notte prima degli esami (con Claudio Baglioni)[43]
- Alessandra Amoroso: Dalla tua parte e Io che non vivo (senza te) (con Claudio Baglioni)[41]
- Ornella Vanoni: La gente e me (con Virginia Raffaele)[44]
- Raf e Umberto Tozzi: medley Il battito animale / Tu / Ti pretendo / Gloria e Gente di mare (con Claudio Baglioni, Claudio Bisio e Virginia Raffaele)[45]
- Paolo Cevoli[46]
- Fabio Rovazzi: Andiamo a comandare, Volare e Tutto molto interessante (recitati) e Faccio quello che voglio (con Claudio Baglioni e Fausto Leali)[47]
- Serena Rossi: Almeno tu nell'universo (con Claudio Baglioni)[48]
- Rocco Papaleo (con Anna Foglietta in collegamento dal Casinò di Sanremo)[42]
- Simone Montedoro e Anna Ferzetti[42]

Altre esibizioni
- Claudio Baglioni: W l'Inghilterra (in apertura di serata), E tu...
- Virginia Raffaele: sketch del megafono sulle note di Mamma
- Claudio Bisio e Virginia Raffaele: sketch sulle note di Ci vuole un fiore

### Quarta serata
Nel corso della quarta serata si sono esibiti tutti i 24 artisti in gara, i quali hanno interpretato i propri brani in versione liberamente rivisitata affiancati da artisti ospiti italiani e/o stranieri. Le canzoni sono state votate dal pubblico a casa tramite il televoto, dalla Giuria della Sala stampa e dalla Giuria d'onore. I tre distinti risultati percentualizzati hanno pesato rispettivamente per il 50%, 30% e 20% sulla classifica della serata. Il premio per il miglior duetto, assegnato solo in base ai voti della Giuria d'onore, è andato a Motta, in coppia con Nada, con il brano Dov'è l'Italia. Inoltre, la media tra le percentuali di voto della classifica della serata e quelle delle classifiche delle serate precedenti ha generato una nuova classifica provvisoria, la quale però non è stata resa nota.
- Vincitori

| Ordine di uscita | Artista                    | Ospite/i                                           | Brano                            | Voti quarta serata | Voti quarta serata | Voti quarta serata | Voti quarta serata   | Voti quarta serata | Voti quarta serata    | Classifica provvisoria (voti cumulati) | Classifica provvisoria (voti cumulati) |
| Ordine di uscita | Artista                    | Ospite/i                                           | Brano                            | Televoto (50%)     | Televoto (50%)     | Sala Stampa (30%)  | Giuria d'onore (20%) | Totale             | Totale                | Classifica provvisoria (voti cumulati) | Classifica provvisoria (voti cumulati) |
| Ordine di uscita | Artista                    | Ospite/i                                           | Brano                            | %                  | Posizione          | Sala Stampa (30%)  | Giuria d'onore (20%) | %                  | Graduatoria combinata | %                                      | Posizione                              |
| ---------------- | -------------------------- | -------------------------------------------------- | -------------------------------- | ------------------ | ------------------ | ------------------ | -------------------- | ------------------ | --------------------- | -------------------------------------- | -------------------------------------- |
| 1                | Federica Carta e Shade     | Cristina D'Avena                                   | Senza farlo apposta              | 4,27               | 7º posto           | 20º posto          | 21º posto            | 2,40               | 16º posto             | 2,76                                   | 16º posto                              |
| 2                | Motta                      | Nada                                               | Dov'è l'Italia                   | 1,46               | 23º posto          | 13º posto          | 3º posto             | 3,89               | 9º posto              | 3,18                                   | 11º posto                              |
| 3                | Irama                      | Noemi                                              | La ragazza con il cuore di latta | 8,38               | 3º posto           | 11º posto          | 13º posto            | 5,61               | 7º posto              | 5,57                                   | 7º posto                               |
| 4                | Patty Pravo con Briga      | Giovanni Caccamo                                   | Un po' come la vita              | 2,09               | 15º posto          | 23º posto          | 15º posto            | 1,42               | 21º posto             | 1,83                                   | 21º posto                              |
| 5                | Negrita                    | Enrico Ruggeri e Roy Paci                          | I ragazzi stanno bene            | 1,87               | 20º posto          | 19º posto          | 11º posto            | 1,86               | 19º posto             | 2,05                                   | 20º posto                              |
| 6                | Il Volo                    | Alessandro Quarta                                  | Musica che resta                 | 22,35              | 1º posto           | 9º posto           | 10º posto            | 12,47              | 1º posto              | 11,61                                  | 1º posto                               |
| 7                | Arisa                      | Tony Hadley e i Kataklò                            | Mi sento bene                    | 2,49               | 9º posto           | 2º posto           | 8º posto             | 5,41               | 8º posto              | 5,48                                   | 8º posto                               |
| 8                | Mahmood                    | Gué Pequeno                                        | Soldi                            | 2,27               | 12º posto          | 4º posto           | 1º posto             | 8,30               | 3º posto              | 6,41                                   | 5º posto                               |
| 9                | Ghemon                     | Diodato e Calibro 35                               | Rose viola                       | 1,94               | 19º posto          | 8º posto           | 5º posto             | 3,82               | 10º posto             | 2,84                                   | 14º posto                              |
| 10               | Francesco Renga            | Bungaro ed Eleonora Abbagnato con Friedemann Vogel | Aspetto che torni                | 2,92               | 8º posto           | 18º posto          | 18º posto            | 2,10               | 17º posto             | 2,83                                   | 15º posto                              |
| 11               | Ultimo                     | Fabrizio Moro                                      | I tuoi particolari               | 14,44              | 2º posto           | 7º posto           | 6º posto             | 10,29              | 2º posto              | 10,52                                  | 2º posto                               |
| 12               | Nek                        | Neri Marcorè                                       | Mi farò trovare pronto           | 2,26               | 13º posto          | 20º posto          | 15º posto            | 1,60               | 20º posto             | 2,65                                   | 18º posto                              |
| 13               | Boomdabash                 | Rocco Hunt e i Musici Cantori di Milano            | Per un milione                   | 4,60               | 5º posto           | 16º posto          | 9º posto             | 3,76               | 11º posto             | 4,05                                   | 9º posto                               |
| 14               | The Zen Circus             | Brunori Sas                                        | L'amore è una dittatura          | 2,23               | 14º posto          | 14º posto          | 10º posto            | 2,61               | 14º posto             | 2,69                                   | 17º posto                              |
| 15               | Paola Turci                | Beppe Fiorello                                     | L'ultimo ostacolo                | 1,50               | 22º posto          | 17º posto          | 12º posto            | 1,87               | 18º posto             | 2,35                                   | 19º posto                              |
| 16               | Anna Tatangelo             | Syria                                              | Le nostre anime di notte         | 1,05               | 24º posto          | 15º posto          | 18º posto            | 1,29               | 22º posto             | 1,56                                   | 23º posto                              |
| 17               | Ex-Otago                   | Jack Savoretti                                     | Solo una canzone                 | 2,01               | 17º posto          | 12º posto          | 6º posto             | 3,05               | 13º posto             | 2,85                                   | 13º posto                              |
| 18               | Enrico Nigiotti            | Paolo Jannacci e Massimo Ottoni                    | Nonno Hollywood                  | 2,44               | 10º posto          | 10º posto          | 18º posto            | 2,49               | 15º posto             | 3,13                                   | 12º posto                              |
| 19               | Loredana Bertè             | Irene Grandi                                       | Cosa ti aspetti da me            | 4,31               | 6º posto           | 1º posto           | 4º posto             | 7,08               | 4º posto              | 6,55                                   | 4º posto                               |
| 20               | Daniele Silvestri          | Manuel Agnelli                                     | Argentovivo                      | 1,77               | 21º posto          | 3º posto           | 2º posto             | 6,35               | 6º posto              | 5,87                                   | 6º posto                               |
| 21               | Einar                      | Biondo e Sergio Sylvestre                          | Parole nuove                     | 2,05               | 16º posto          | 23º posto          | 21º posto            | 1,19               | 23º posto             | 1,71                                   | 22º posto                              |
| 22               | Simone Cristicchi          | Ermal Meta                                         | Abbi cura di me                  | 6,94               | 4º posto           | 5º posto           | 13º posto            | 6,55               | 5º posto              | 6,63                                   | 3º posto                               |
| 23               | Nino D'Angelo e Livio Cori | Sottotono                                          | Un'altra luce                    | 1,96               | 18º posto          | 22º posto          | 21º posto            | 1,18               | 24º posto             | 1,47                                   | 24º posto                              |
| 24               | Achille Lauro              | Morgan                                             | Rolls Royce                      | 2,41               | 11º posto          | 6º posto           | 15º posto            | 3,41               | 12º posto             | 3,43                                   | 10º posto                              |

Ospiti
- Luciano Ligabue: Luci d'America, Urlando contro il cielo e Dio è morto (con Claudio Baglioni)[53]
- Anastasio: Correre[54]

Altre esibizioni
- Claudio Baglioni: Acqua dalla Luna (in apertura di serata)
- Claudio Baglioni e Virginia Raffaele: sketch sulle note di Giochi proibiti

### Quinta serata - Finale
All'inizio della quinta serata si sono esibiti tutti i 24 artisti in gara. Le canzoni sono state votate dal pubblico a casa tramite il televoto, dalla Giuria della Sala Stampa e dalla Giuria d'onore. I tre distinti risultati percentualizzati hanno pesato rispettivamente per il 50%, 30% e 20% sulla classifica della serata. La media tra le percentuali di voto della classifica della serata e quelle delle classifiche delle serate precedenti ha generato la classifica definitiva.
Gli artisti alle prime tre posizioni della graduatoria combinata sono stati ammessi alla seconda fase della finale, durante la quale si è proceduto ad un'ulteriore votazione impiegando il medesimo sistema. La canzone più votata è stata proclamata vincitrice. Infine, sono stati assegnati il Premio della Critica "Mia Martini", il Premio della Sala Stampa Radio-TV-Web "Lucio Dalla", il Premio "Sergio Bardotti" per il miglior testo, il Premio "Giancarlo Bigazzi" alla miglior composizione musicale, il Premio "Sergio Endrigo" per la miglior interpretazione e il Premio TIMmusic.

#### Finale
- Ammesso alla finale a tre

| Ordine di uscita | Artista                    | Brano                            | Voti quinta serata | Voti quinta serata | Voti quinta serata | Voti quinta serata   | Voti quinta serata | Voti quinta serata    | Classifica finale (voti cumulati) | Classifica finale (voti cumulati) |
| Ordine di uscita | Artista                    | Brano                            | Televoto (50%)     | Televoto (50%)     | Sala Stampa (30%)  | Giuria d'onore (20%) | Totale             | Totale                | Classifica finale (voti cumulati) | Classifica finale (voti cumulati) |
| Ordine di uscita | Artista                    | Brano                            | %                  | Posizione          | Sala Stampa (30%)  | Giuria d'onore (20%) | %                  | Graduatoria combinata | %                                 | Posizione                         |
| ---------------- | -------------------------- | -------------------------------- | ------------------ | ------------------ | ------------------ | -------------------- | ------------------ | --------------------- | --------------------------------- | --------------------------------- |
| 1                | Daniele Silvestri          | Argentovivo                      | 3,19               | 9º posto           | 3º posto           | 2º posto             | 5,87               | 6º posto              | 5,87                              | 6º posto                          |
| 2                | Anna Tatangelo             | Le nostre anime di notte         | 1,24               | 18º posto          | 18º posto          | 19º posto            | 1,08               | 21º posto             | 1,32                              | 22º posto                         |
| 3                | Ghemon                     | Rose viola                       | 1,42               | 17º posto          | 9º posto           | 5º posto             | 3,16               | 11º posto             | 3,00                              | 12º posto                         |
| 4                | Negrita                    | I ragazzi stanno bene            | 1,12               | 21º posto          | 18º posto          | 10º posto            | 1,55               | 18º posto             | 1,80                              | 20º posto                         |
| 5                | Ultimo                     | I tuoi particolari               | 19,25              | 1º posto           | 6º posto           | 7º posto             | 12,92              | 2º posto              | 11,72                             | 1º posto                          |
| 6                | Nek                        | Mi farò trovare pronto           | 1,98               | 14º posto          | 20º posto          | 17º posto            | 1,49               | 20º posto             | 2,07                              | 19º posto                         |
| 7                | Loredana Bertè             | Cosa ti aspetti da me            | 9,49               | 3º posto           | 1º posto           | 6º posto             | 10,35              | 3º posto              | 8,45                              | 4º posto                          |
| 8                | Francesco Renga            | Aspetto che torni                | 2,19               | 13º posto          | 17º posto          | 18º posto            | 1,65               | 17º posto             | 2,24                              | 15º posto                         |
| 9                | Mahmood                    | Soldi                            | 3,49               | 7º posto           | 2º posto           | 3º posto             | 13,30              | 1º posto              | 9,85                              | 3º posto                          |
| 10               | Ex-Otago                   | Solo una canzone                 | 1,54               | 16º posto          | 11º posto          | 8º posto             | 2,58               | 12º posto             | 2,72                              | 13º posto                         |
| 11               | Il Volo                    | Musica che resta                 | 17,65              | 2º posto           | 13º posto          | 21º posto            | 9,48               | 4º posto              | 10,54                             | 2º posto                          |
| 12               | Paola Turci                | L'ultimo ostacolo                | 1,72               | 15º posto          | 16º posto          | 16º posto            | 2,11               | 15º posto             | 2,23                              | 16º posto                         |
| 13               | The Zen Circus             | L'amore è una dittatura          | 0,79               | 24º posto          | 12º posto          | 1º posto             | 1,75               | 16º posto             | 2,22                              | 17º posto                         |
| 14               | Patty Pravo con Briga      | Un po' come la vita              | 1,11               | 22º posto          | 22º posto          | 18º posto            | 0,85               | 22º posto             | 1,34                              | 21º posto                         |
| 15               | Arisa                      | Mi sento bene                    | 2,51               | 12º posto          | 4º posto           | 9º posto             | 4,95               | 8º posto              | 5,22                              | 8º posto                          |
| 16               | Irama                      | La ragazza con il cuore di latta | 8,36               | 4º posto           | 10º posto          | 14º posto            | 5,60               | 7º posto              | 5,59                              | 7º posto                          |
| 17               | Achille Lauro              | Rolls Royce                      | 3,45               | 8º posto           | 7º posto           | 12º posto            | 4,09               | 9º posto              | 3,76                              | 9º posto                          |
| 18               | Nino D'Angelo e Livio Cori | Un'altra luce                    | 1,18               | 20º posto          | 24º posto          | 23º posto            | 0,72               | 23º posto             | 1,09                              | 24º posto                         |
| 19               | Federica Carta e Shade     | Senza farlo apposta              | 2,65               | 11º posto          | 21º posto          | 24º posto            | 1,52               | 19º posto             | 2,14                              | 18º posto                         |
| 20               | Simone Cristicchi          | Abbi cura di me                  | 6,70               | 5º posto           | 4º posto           | 13º posto            | 6,01               | 5º posto              | 6,32                              | 5º posto                          |
| 21               | Enrico Nigiotti            | Nonno Hollywood                  | 3,70               | 6º posto           | 8º posto           | 15º posto            | 3,53               | 10º posto             | 3,33                              | 10º posto                         |
| 22               | Boomdabash                 | Per un milione                   | 2,94               | 10º posto          | 15º posto          | 11º posto            | 2,55               | 13º posto             | 3,30                              | 11º posto                         |
| 23               | Einar                      | Parole nuove                     | 1,10               | 23º posto          | 23º posto          | 22º posto            | 0,68               | 24º posto             | 1,19                              | 23º posto                         |
| 24               | Motta                      | Dov'è l'Italia                   | 1,24               | 19º posto          | 14º posto          | 4º posto             | 2,23               | 14º posto             | 2,71                              | 14º posto                         |

#### Finale a tre
- Vincitore
- Secondo classificato
- Terzo classificato

| Ordine | Artista | Brano              | Voti finale a tre | Voti finale a tre | Voti finale a tre | Voti finale a tre    | Voti finale a tre | Voti finale a tre | Classifica finale (voti cumulati) | Classifica finale (voti cumulati) |
| Ordine | Artista | Brano              | Televoto (50%)    | Televoto (50%)    | Sala Stampa (30%) | Giuria d'onore (20%) | Totale            | Totale            | Classifica finale (voti cumulati) | Classifica finale (voti cumulati) |
| Ordine | Artista | Brano              | %                 | Graduatoria       | Sala Stampa (30%) | Giuria d'onore (20%) | %                 | Posizione         | %                                 | Posizione                         |
| ------ | ------- | ------------------ | ----------------- | ----------------- | ----------------- | -------------------- | ----------------- | ----------------- | --------------------------------- | --------------------------------- |
| 1      | Ultimo  | I tuoi particolari | 48,80             | 1º posto          | 2º posto          | 2º posto             | 34,62             | 2º posto          | 35,56                             | 2º posto                          |
| 2      | Il Volo | Musica che resta   | 30,26             | 2º posto          | 3º posto          | 2º posto             | 18,22             | 3º posto          | 25,53                             | 3º posto                          |
| 3      | Mahmood | Soldi              | 20,95             | 3º posto          | 1º posto          | 1º posto             | 47,15             | 1º posto          | 38,92                             | 1º posto                          |

Ospiti
- Lo Stato Sociale con Renato Pozzetto: E la vita, la vita (tramite filmato pre-registrato sul red carpet)[56]
- Eros Ramazzotti: Vita ce n'è, Adesso tu (con Claudio Baglioni) e Per le strade una canzone (con Luis Fonsi)[59]
- Elisa: Anche fragile, Vedrai, vedrai (con Claudio Baglioni)[60]
- I componenti del Sanremo Giovani World Tour 2019 (Federica Abbate, Deschema, La Rua e Nyvinne)[61]
- Amadeus
- Mago Forest[62]
- Rocco Papaleo e Anna Foglietta: Vengo anch'io. No, tu no (con Claudio Baglioni, Claudio Bisio e Virginia Raffaele)

Altre esibizioni
- Claudio Baglioni: E adesso la pubblicità (in apertura di serata)
- Claudio Baglioni, Claudio Bisio e Virginia Raffaele: coreografia sulle note di Camminando sotto la pioggia

## Premi
- Vincitore 69º Festival di Sanremo: Mahmood con Soldi[6]
- Rappresentante italiano all'Eurovision Song Contest 2019: Mahmood[63]
- Podio - secondo classificato 69º Festival di Sanremo: Ultimo con I tuoi particolari[6]
- Podio - terzo classificato 69º Festival di Sanremo: Il Volo con Musica che resta[6]
- Premio della Critica "Mia Martini": Daniele Silvestri con Argentovivo[7]
- Premio della Sala Stampa Radio-TV-Web "Lucio Dalla": Daniele Silvestri con Argentovivo[7]
- Premio "Sergio Bardotti" per il miglior testo: Daniele Silvestri con Argentovivo[57]
- Premio "Giancarlo Bigazzi" alla miglior composizione musicale: Simone Cristicchi con Abbi cura di me[57]
- Premio "Sergio Endrigo" alla miglior interpretazione: Simone Cristicchi con Abbi cura di me[57]
- Premio "Enzo Jannacci" alla migliore interpretazione - NuovoIMAIE: Mahmood con Soldi[64]
- Premio Lunezia per Sanremo per il valore musical-letterario del brano: Enrico Nigiotti con Nonno Hollywood[65]
- Premio al miglior duetto: Motta e Nada con Dov'è l'Italia[66]
- Premio SoundiesAwards al miglior videoclip: Ex-Otago con Solo una canzone[67]
- Premio TIMmusic: Ultimo con I tuoi particolari[57]
- Premio Baglioni d'oro: Mahmood con Soldi[68]
- Premio Pubblico dell'Ariston: Loredana Bertè con Cosa ti aspetti da me[69]

### Altri premi
- Premio alla carriera "Città di Sanremo": Pino Daniele (postumo)
- Premio "Amico di Sanremo" al conduttore e direttore artistico Claudio Baglioni, consegnato dal sindaco Alberto Biancheri.

## Orchestra
La direzione musicale del festival è stata di Geoff Westley. Per le esibizioni di Claudio Baglioni, l'orchestra è stata diretta da Paolo Gianolio, mentre per le parti di spettacolo la direzione è stata affidata a Maurizio Filardo. Durante le esibizioni dei cantanti, l'orchestra è stata diretta da:
- Diego Calvetti per Ultimo e Patty Pravo con Briga
- Carlo Carcano per The Zen Circus
- Valeriano Chiaravalle per Boomdabash, Negrita e Ghemon[70]
- Dario Dardust Faini per Ex-Otago e Mahmood[71]
- Enrico Gabrielli per Daniele Silvestri
- Fabio Gurian per Motta, Arisa, Nino D'Angelo e Livio Cori
- Federico Mecozzi per Enrico Nigiotti[72]
- Enrico Melozzi per Achille Lauro[73]
- Giulio Nenna per Irama
- Adriano Pennino per Il Volo e Anna Tatangelo
- Pino Perris per Einar e Federica Carta e Shade
- Roberto Rossi per Francesco Renga e Simone Cristicchi[74]
- Massimo Zanotti per Nek, Loredana Bertè e Paola Turci

## Sigla
Come sigla iniziale si sono susseguiti vari successi di Claudio Baglioni, uno diverso per ogni serata. In ordine sono stati eseguiti: Via per la prima serata, Noi no per la seconda, W l'Inghilterra per la terza, Acqua dalla luna per la quarta ed E adesso la pubblicità per la finale. La sigla di chiusura di quest'edizione, dal titolo Un giorno qualunque, è la stessa sigla iniziale e finale della scorsa edizione; è stata eseguita tramite videosigla da tutti i campioni in gara e trasmessa soltanto alla fine della prima puntata.

## Regia
La regia è stata affidata per il secondo anno di fila a Duccio Forzano, il quale aveva già curato la regia nel 2010, 2011, 2013, 2014 e 2018. Per questa edizione il regista ha affermato di aver avuto a disposizione ben dodici telecamere, otto delle quali con controllo remotato. Forzano, ispirandosi esplicitamente alla regia dell'Eurovision Song Contest, ha inoltre riconfermato la presenza delle novità apportate nell'edizione precedente, ovvero la Spidercam e Cue Pilot. In particolare, il software in questione, adibito alla gestione e al controllo automatico di un alto numero di telecamere, ha avuto un ruolo fondamentale nella regia perché ha permesso di cambiare inquadrature più velocemente di quanto avrebbe potuto fare una persona. Inoltre, il programma ha permesso al regista di cominciare a lavorare sui brani settimane prima che venissero eseguiti, realizzando dei pre-montati che gli hanno consentito di immaginare quello che sarebbe accaduto sul palco, di modo da cucire immagini su misura per ogni canzone e ogni interprete.
Il comparto illuminotecnico, diretto da Mario Catapano, ha invece adoperato per la prima volta Madrix, un software di controllo dell'illuminazione a led anch'esso in utilizzo all'Eurovision Song Contest.

## Scenografia
La scenografia di questa'edizione è stata ideata da Francesca Montinaro, già curatrice di quella del 2013. Alla richiesta del direttore artistico di ispirarsi al concetto di armonia, la scenografa ha realizzato una scena composta da onde armoniche che lei stessa ha definito come una «scenografia invisibile». La struttura infatti si sviluppa con un fondale costituito da diversi tubi luminosi azionabili meccanicamente che creano scenari diversi a seconda dell'esigenza. Al posto della tradizionale scalinata vi è una sorta di trampolino con una scala a scomparsa. Sullo sfondo non vi sono ledwall, ma un sipario a scomparsa sul quale all'occorrenza sono state direttamente proiettate le immagini. L'orchestra è situata in un golfo mistico dietro il palcoscenico ricavato da alcuni spazi sotterranei mai utilizzati prima. Infine, le due file poste di fronte al palco sono mobili e possono aprirsi all'occorrenza; sotto di esse è posizionato uno schermo, il quale funge da prolungamento del palco.

## Giurie

### Televoto
È il mezzo attraverso cui il pubblico da casa ha potuto esprimere le sue preferenze.
Il televoto è intervenuto in tutte le serate. Nella prima, seconda e terza serata il televoto ha inciso al 40% sulla graduatoria combinata assieme alla Giuria della Sala stampa (30%) e alla Giuria demoscopica (30%), mentre nella quarta serata e nella finale ha contribuito al 50% alla graduatoria combinata insieme alla Giuria della Sala stampa (30%) e alla Giuria d'onore (20%). Nella prima serata vi è stata una sessione singola di televoto per ognuno dei 24 artisti in gara, ovvero una breve sessione in cui è stato possibile votare solo l’artista che si stava esibendo in quel momento; in tutte le altre serate si è trattato di sessioni uniche.

### Giuria della Sala stampa
La Giuria della Sala Stampa è composta dai giornalisti accreditati presso la Sala stampa Roof Ariston e la Sala stampa Radio-TV-Web "Lucio Dalla" aventi diritto di voto.
La Giuria della Sala Stampa ha svolto il suo ruolo di giuria in tutte le serate. Nella prima, seconda e terza serata la Sala Stampa ha inciso per il 30% sulla graduatoria combinata assieme al televoto (40%) e alla Giuria demoscopica (30%), mentre nella quarta serata e nella finale ha contribuito al 30% alla graduatoria combinata insieme al televoto (50%) e alla Giuria d'onore (20%). Ogni giornalista ha espresso le proprie preferenze secondo le seguenti regole:
- Tutte le serate, ad eccezione della finale a tre: 4 preferenze singole, ossia da attribuire a 4 artisti differenti;
- Finale a tre: una preferenza singola, ossia da attribuire a un solo artista.

Inoltre, a maggioranza dei votanti, la Sala Stampa Roof Ariston e la Sala Stampa Radio-TV-Web "Lucio Dalla" hanno attribuito il Premio "Sergio Endrigo" per la miglior interpretazione.

#### Sala Stampa Ariston Roof
La Sala Stampa Ariston Roof è situata all'interno del Teatro Ariston e riunisce i rappresentanti delle testate accreditate fra agenzie giornalistiche, quotidiani, periodici, web, giornali radio, telegiornali e rubriche televisive, nonché testate giornalistiche e radiotelevisioni estere. A maggioranza dei votanti ha attribuito il Premio della Critica "Mia Martini".

#### Sala Stampa Radio-TV-Web "Lucio Dalla"
La Sala Stampa Radio-TV-Web "Lucio Dalla" è situata presso il Palafiori di Sanremo e riunisce i rappresentanti delle principali emittenti radiofoniche e televisive private, come giornalisti, conduttori e tecnici. A maggioranza dei votanti ha attribuito il Premio della Sala Stampa Radio-TV-Web "Lucio Dalla".

### Giuria demoscopica
La Giuria demoscopica è un campione di 300 abituali ascoltatori, acquirenti e appassionati di musica originari di tutta Italia e differenti per sesso ed età. I giurati esprimono le loro preferenze da casa attraverso un sistema elettronico nel momento immediatamente successivo alla sua esecuzione in puntata. Il campione è stato costituito da persone diverse in ciascuna serata in cui è chiamato ad esprimersi.
La Giuria demoscopica ha votato nel corso delle tre serate con un peso del 30% sulla graduatoria combinata assieme al televoto (40%) e alla Giuria della Sala stampa (30%). Ogni giurato ha espresso le proprie preferenze secondo le seguenti regole:
- 1a serata: 24 preferenze, tutte da attribuire, con l'obbligo di votare almeno 10 e massimo 16 artisti.
- 2ª e 3ª serata: 12 preferenze, tutte da attribuire, con l'obbligo di votare almeno 5 e massimo 8 artisti.

### Giuria d'onore
La Giuria degli esperti, rinominata "Giuria d'onore", è composta da 8 personaggi del mondo della musica, dello spettacolo e della cultura.
La Giuria d'onore ha votato nella quarta serata e nella finale con un peso del 20% sulla graduatoria combinata. Ogni giurato ha espresso le proprie preferenze secondo le seguenti regole:
- 4a serata e finale: 24 preferenze, tutte da attribuire, con l'obbligo di votare almeno 10 e massimo 16 artisti;
- Finale a tre: una preferenza singola, ossia da attribuire a un solo artista.

Inoltre, la Giuria d'onore ha decretato il miglior duetto nella quarta serata ed ha attribuito il Premio "Sergio Bardotti" per il miglior testo.
La Giuria d'onore della sessantanovesima edizione del Festival è stata composta da:
- Mauro Pagani (compositore) - Presidente
- Joe Bastianich (imprenditore e personaggio televisivo)
- Serena Dandini (conduttrice televisiva)
- Ferzan Özpetek (regista e scrittore)
- Claudia Pandolfi (attrice)
- Camila Raznovich (conduttrice televisiva)
- Elena Sofia Ricci (attrice)
- Beppe Severgnini (giornalista e opinionista)

### Orchestra
A maggioranza dei votanti, i musicisti della Sanremo Festival Orchestra hanno attribuito il Premio "Giancarlo Bigazzi" alla miglior composizione musicale.

### Ex aequo
In caso di ex aequo dopo quattro cifre decimali nei risultati complessivi in serata, si è fatto riferimento alla graduatoria del televoto. In caso di ulteriore persistenza di ex aequo, nelle prime tre serate si è fatto riferimento alla graduatoria della giuira della Sala Stampa; nelle due ultime serate, alla graduatoria della Giuria d'onore.

## PrimaFestival
Come nelle precedenti edizioni, anche per il 2019 è andato in onda il PrimaFestival, trasmissione in access prime time incentrata su indiscrezioni sulle canzoni in gara, sugli artisti e sugli ospiti del Festival. Va in onda dal 25 gennaio al 9 febbraio 2019 con la conduzione di Simone Montedoro e Anna Ferzetti, inizialmente in diretta dalla sala Biribissi del Casinò di Sanremo e in seguito dal red carpet del Teatro Ariston, nel quale è stato allestito uno studio trasparente situato di fronte all'entrata principale.

## DopoFestival
Anche per il 2019 è andato in onda il DopoFestival, trasmissione di commenti e approfondimento del Festival trasmessa subito dopo la fine di ognuna delle cinque serate dal teatro del Casinò di Sanremo. Il programma, in quest'edizione con il titolo DopoFestival - The Dark Side of Sanremo, è condotto dall'attore e regista Rocco Papaleo con Anna Foglietta. Anche quest'anno, durante la trasmissione i cantanti in gara hanno votato una canzone di quelle in concorso al Festival e durante l'ultima puntata viene assegnato il Baglioni d'oro a quella più votata, che è risultata essere la canzone vincitrice del Festival, Soldi di Mahmood. Gli autori sono Giorgio Cappozzo, Giovanni Robertini e Fosco D'Amelio. 

## Controversie
- Nella lettura della classifica finale, il pubblico in sala ha fischiato e inveito per la mancanza sul podio di Loredana Bertè, arrivata quarta, al punto di creare post-festival il Premio Pubblico dell'Ariston, il quale tuttavia non è stato consegnato alla cantante.[85]
- Durante la consueta conferenza stampa dei vincitori al termine della finale, il secondo classificato Ultimo è stato protagonista di un duro sfogo nei confronti della stampa. Il cantautore ha accusato i giornalisti presenti di presunzione, poiché colpevoli, a suo dire, di averlo dipinto nel corso dell'evento come un artista giunto al Festival con la pretesa di vincere.[86][87][88] A causa di tali polemiche, Ultimo ha disertato tutti gli impegni immediatamente successivi, tra cui il DopoFestival, la foto per la tradizionale copertina della rivista TV Sorrisi e Canzoni e la puntata speciale di Domenica in in diretta dal Teatro Ariston il giorno seguente.[89][90]
- La vittoria di Mahmood ha generato accese polemiche in quanto nella finalissima a tre le due giurie e il pubblico hanno espresso in maniera nettamente diversa la preferenza per due artisti in gara: le giurie per Mahmood e il pubblico per Ultimo, il quale ha messo in dubbio la correttezza di un sistema in cui il giudizio del pubblico da casa viene ribaltato dai giornalisti e da una giuria di pochi membri.[91]

## Esclusi
L'organizzazione tradizionalmente non comunica i nomi degli artisti che avevano inoltrato domanda ma non sono stati selezionati per la kermesse. Tra le esclusioni confermate vi sono quelle di Morgan, Malika Ayane, Simona Molinari e Nina Zilli (con il brano C'è da fare scritta da Paolo Kessisoglu), Mietta (con il brano Milano è dove mi sono persa), Pierdavide Carone e i Dear Jack (con il brano Caramelle), Bianca Atzei (con un brano di Gianluca Grignani), i Jalisse, Dodi Battaglia (con un brano inedito di Giorgio Faletti), Giua e Carla Signoris (con il brano Feng Shui), gli Of New Trolls (con il brano Porte parte), Lisa, Marcella Bella, Franco Tozzi, Enrico Papi con Orietta Berti e  Divino Otelma. Nelle settimane che hanno preceduto l'annuncio degli artisti in gara sono circolati molti altri nomi, fra cui quelli di Dolcenera, Elodie, Giusy Ferreri, Lorenzo Fragola, Le Deva, i Modà, Gigi D'Alessio, Niccolò Fabi e Carmen Ferreri.
Fra i 69 artisti ammessi alle audizioni di Sanremo Giovani 2018 figura Le Larve, mentre invece è stato escluso Tony Maiello, coautore del brano di Einar. Inoltre, fra i 20 artisti che hanno preso parte alla fase finale vi sono Federica Abbate, i La Rua e i Deschema (questi ultimi provenienti da Area Sanremo).

## Ascolti

### Festival di Sanremo 2019
Risultati di ascolto delle varie serate, secondo rilevazioni Auditel.
| Serata             | Messa in onda      | I parte            | I parte            | II parte           | II parte           | Media ponderata | Media ponderata |
| Serata             | Messa in onda      | Telespettatori     | Share              | Telespettatori     | Share              | Telespettatori  | Share           |
| ------------------ | ------------------ | ------------------ | ------------------ | ------------------ | ------------------ | --------------- | --------------- |
| I                  | 5 febbraio 2019    | 12.282.000         | 49,4%              | 5.120.000          | 50,11%             | 10.086.000      | 49,5%           |
| II                 | 6 febbraio 2019    | 10.959.000         | 46,35%             | 5.260.000          | 51,98%             | 9.144.000       | 47,3%           |
| III                | 7 febbraio 2019    | 10.851.000         | 46,37%             | 5.126.000          | 49,1%              | 9.409.000       | 46,7%           |
| IV                 | 8 febbraio 2019    | 11.170.000         | 45,49%             | 6.215.000          | 48,55%             | 9.552.000       | 46,1%           |
| Finale             | 9 febbraio 2019    | 12.129.000         | 53,12%             | 8.394.000          | 65,2%              | 10.622.000      | 56,5%           |
| Media delle serate | Media delle serate | Media delle serate | Media delle serate | Media delle serate | Media delle serate | 9.763.000       | 49,22%          |

Gli ascolti, nonostante abbiano fatto segnare un arretramento rispetto alle ultime edizioni, si sono mantenuti comunque piuttosto elevati. Il picco d'ascolto massimo si è registrato, in particolare, nella serata finale con 13.311.000 telespettatori alle 22:10, nel momento in cui Claudio Bisio e Virginia Raffaele hanno annunciato l'esibizione di Loredana Bertè; il picco di share, invece, si è registrato all'1:27 con il 73,70% durante l'annuncio del vincitore Mahmood.

### DopoFestival
| Puntata | Messa in onda   | Telespettatori | Share  |
| ------- | --------------- | -------------- | ------ |
| 1       | 5 febbraio 2019 | 1.663.000      | 35,99% |
| 2       | 6 febbraio 2019 | 1.802.000      | 37,44% |
| 3       | 7 febbraio 2019 | 1.650.000      | 32,50% |
| 4       | 8 febbraio 2019 | 2.025.000      | 35,00% |
| 5       | 9 febbraio 2019 | 3.305.000      | 51,00% |
| Media   | Media           | 2.089.000      | 38,39% |

## Trasmissione dell'evento
| Area                     | Rete                           |
| ------------------------ | ------------------------------ |
| Italia                   | Rai 1                          |
| Italia                   | Rai Radio 2                    |
| Italia (resto del mondo) | Rai Italia                     |
| Albania                  | RTSH Muzikë (tutte le serate)  |
| Albania                  | RTSH 1 (solo la serata finale) |
| Unione europea           | Eurovisione                    |

## Piazzamenti in classifica

### Passaggi radio
| Artista                    | Canzone                          | Posizione massima | Posizione massima            | Posizione massima                 |
| Artista                    | Canzone                          | Sanremo Big 2019  | Airplay italiano (nazionale) | Airplay italiano (internazionale) |
| -------------------------- | -------------------------------- | ----------------- | ---------------------------- | --------------------------------- |
| Mahmood                    | Soldi                            | 1                 | 1                            | 1                                 |
| Loredana Bertè             | Cosa ti aspetti da me            | 2                 | 2                            | 2                                 |
| Achille Lauro              | Rolls Royce                      | 3                 | 5                            | 8                                 |
| Ultimo                     | I tuoi particolari               | 4                 | 6                            | 9                                 |
| Boomdabash                 | Per un milione                   | 5                 | 8                            | 13                                |
| Irama                      | La ragazza con il cuore di latta | 6                 | 13                           | 52                                |
| Anna Tatangelo             | Le nostre anime di notte         | 7                 | 18                           | 38                                |
| Arisa                      | Mi sento bene                    | 8                 | 14                           | —                                 |
| Federica Carta e Shade     | Senza farlo apposta              | 9                 | 16                           | 39                                |
| Paola Turci                | L'ultimo ostacolo                | 10                | 19                           | —                                 |
| Nek                        | Mi farò trovare pronto           | 11                | 20                           | —                                 |
| Daniele Silvestri          | Argentovivo                      | 12                |                              | —                                 |
| Enrico Nigiotti            | Nonno Hollywood                  | 13                | —                            | —                                 |
| Ex-Otago                   | Solo una canzone                 | 14                | —                            | —                                 |
| Francesco Renga            | Aspetto che torni                | 15                | —                            | —                                 |
| Ghemon                     | Rose viola                       | 16                | 30                           | 52                                |
| Negrita                    | I ragazzi stanno bene            | 17                | —                            | —                                 |
| Motta                      | Dov'è l'Italia                   | 18                | —                            | —                                 |
| Il Volo                    | Musica che resta                 | 19                | —                            | —                                 |
| Simone Cristicchi          | Abbi cura di me                  | 20                | 37                           | 62                                |
| Patty Pravo con Briga      | Un po' come la vita              | 21                | 40                           | —                                 |
| Einar                      | Parole nuove                     | 22                | 46                           | —                                 |
| The Zen Circus             | L'amore è una dittatura          | 23                | —                            | —                                 |
| Nino D'Angelo e Livio Cori | Un'altra luce                    | 24                | 51                           | —                                 |

### Singoli
| Artista                    | Singolo                          | Italia | Italia (Certificazioni vendite FIMI) | Vendite  |
| -------------------------- | -------------------------------- | ------ | ------------------------------------ | -------- |
| Mahmood                    | Soldi                            | 1      | Platino (4)                          | 200.000+ |
| Ultimo                     | I tuoi particolari               | 2      | Platino (4)                          | 280.000+ |
| Boomdabash                 | Per un milione                   | 3      | Platino (4)                          | 200.000+ |
| Irama                      | La ragazza con il cuore di latta | 3      | Platino (2)                          | 100.000+ |
| Achille Lauro              | Rolls Royce                      | 4      | Platino                              | 50.000+  |
| Federica Carta e Shade     | Senza farlo apposta              | 5      | Platino                              | 50.000+  |
| Loredana Bertè             | Cosa ti aspetti da me            | 6      | Platino                              | 50.000+  |
| Enrico Nigiotti            | Nonno Hollywood                  | 11     | Oro                                  | 25.000+  |
| Simone Cristicchi          | Abbi cura di me                  | 13     | —                                    | —        |
| Daniele Silvestri          | Argentovivo                      | 15     | Oro                                  | 25.000+  |
| Il Volo                    | Musica che resta                 | 16     | —                                    | —        |
| Arisa                      | Mi sento bene                    | 17     | —                                    | —        |
| Ghemon                     | Rose viola                       | 19     | Oro                                  | 25.000+  |
| Ex-Otago                   | Solo una canzone                 | 25     | Oro                                  | 25.000+  |
| Paola Turci                | L'ultimo ostacolo                | 31     | —                                    | —        |
| Francesco Renga            | Aspetto che torni                | 34     | —                                    | —        |
| Nek                        | Mi farò trovare pronto           | 41     | —                                    | —        |
| Motta                      | Dov'è l'Italia                   | 45     | —                                    | —        |
| The Zen Circus             | L'amore è una dittatura          | 47     | —                                    | —        |
| Einar                      | Parole nuove                     | 55     | —                                    | —        |
| Negrita                    | I ragazzi stanno bene            | 60     | —                                    | —        |
| Patty Pravo con Briga      | Un po' come la vita              | 61     | —                                    | —        |
| Nino D'Angelo e Livio Cori | Un'altra luce                    | 63     | —                                    | —        |
| Anna Tatangelo             | Le nostre anime di notte         | 75     | —                                    | —        |

### Album
| Artista           | Album                               | Italia | Italia (Certificazioni vendite FIMI) | Vendite  |
| ----------------- | ----------------------------------- | ------ | ------------------------------------ | -------- |
| Ultimo            | Colpa delle favole                  | 1      | Platino (5)                          | 250.000+ |
| Irama             | Giovani per sempre                  | 1      | Platino                              | 50.000+  |
| Mahmood           | Gioventù bruciata                   | 1      | Platino                              | 50.000+  |
| Daniele Silvestri | La terra sotto i piedi              | 2      | —                                    | —        |
| Francesco Renga   | L'altra metà                        | 2      | —                                    | —        |
| Il Volo           | Musica                              | 2      | Oro                                  | 25.000+  |
| Achille Lauro     | 1969                                | 3      | Platino (3)                          | 150.000+ |
| Federica Carta    | Popcorn                             | 3      | —                                    | —        |
| Nek               | Il mio gioco preferito: parte prima | 3      | —                                    | —        |
| Paola Turci       | Viva da morire                      | 6      | —                                    | —        |
| Negrita           | I ragazzi stanno bene (1994-2019)   | 12     | —                                    | —        |
| Shade             | Truman Sanremo Edition              | 12     | —                                    | —        |
| Loredana Bertè    | LiBertè Sanremo Edition             | 14     | Oro                                  | 25.000+  |
| Enrico Nigiotti   | Cenerentola e altre storie...       | 15     | —                                    | —        |
| The Zen Circus    | Vivi si muore 1999-2019             | 15     | —                                    | —        |
| Ex-Otago          | Corochinato                         | 16     | —                                    | —        |
| Patty Pravo       | Red                                 | 17     | —                                    | —        |
| Simone Cristicchi | Abbi cura di me                     | 18     | —                                    | —        |
| Briga             | Il rumore dei sogni - Collection    | 20     | —                                    | —        |
| Arisa             | Una nuova Rosalba in città          | 22     | —                                    | —        |
| Einar             | Parole nuove                        | 24     | —                                    | —        |
| Anna Tatangelo    | La fortuna sia con me               | 30     | —                                    | —        |
| Boomdabash        | Barracuda Predator Edition          | 65     | —                                    | -        |
| Livio Cori        | Montecalvario - Core senza paura    | —      | —                                    | —        |

### Compilation
| Compilation  | Italia (Massima posizione raggiunta) | Italia (Certificazioni vendite FIMI) | Vendite |
| ------------ | ------------------------------------ | ------------------------------------ | ------- |
| Sanremo 2019 | 1                                    | Oro                                  | 25.000+ |

## Eurovision Song Contest
Come di consueto, il regolamento del Festival di Sanremo ha offerto al vincitore la possibilità di rappresentare l'Italia all'Eurovision Song Contest. Il 12 febbraio 2019 Mahmood ha confermato la sua partecipazione all'evento ed ha annunciato che avrebbe concorso con Soldi, il brano vincitore del Festival. La versione ridotta della canzone è stata resa disponibile a partire dal 12 aprile. Come da regolamento, poiché l'Italia rientra fra i membri delle cosiddette Big Five, il cantautore si è automaticamente qualificato per la finale.
Il 18 maggio 2019 Mahmood si è esibito all'Expo Tel Aviv nell'omonima città israeliana in occasione della finale dell'Eurovision Song Contest 2019. Al termine dell'evento l'artista si è classificato secondo con 472 punti alle spalle del rappresentante nederlandese Duncan Laurence, al quale è andata la vittoria. Nella graduatoria del televoto è risultato essere terzo con 253 punti, mentre in quella delle giurie nazionali si è classificato quarto, guadagnando così 219 punti. Fino alla vittoria dei Måneskin nel 2021 con 524 punti, si è trattato del punteggio più alto mai accumulato dall'Italia nella storia della manifestazione (seppure col sistema implementato dal 2016), nonché del miglior piazzamento italiano da quando il Paese è tornato a gareggiare nel 2011. Inoltre, l'Italia ha ottenuto i celebri douze points per ben 10 volte (sia al televoto che per le giurie nei casi di Croazia e Malta).
Infine, Mahmood ha vinto il Composer Award dei Marcel Bezençon Award per la miglior composizione, e l'OGAE Eurovision Song Contest Poll, concorso realizzato dall'OGAE, fanclub internazionale dell'Eurovision Song Contest, in cui gli iscritti votano il proprio brano preferito fra quelli in gara.

## Curiosità
- Mahmood è il settimo vincitore del Festival di Sanremo ad aver partecipato a Sanremo Giovani; prima di lui erano riusciti nell'impresa Giorgia (Sanremo Giovani 1993 e vittoria nel 1995), Jalisse (Sanremo Giovani 1995 e vittoria nel 1997), Annalisa Minetti (Sanremo Giovani 1997 e vittoria nel 1998), Simone Cristicchi (Destinazione Sanremo nel 2002 e vittoria nel 2007), Francesco Gabbani (Sanremo Giovani 2015 e vittoria nel 2017) e Ermal Meta (Sanremo Giovani 2015 e vittoria nel 2018 con Fabrizio Moro).
- Per la terza volta consecutiva ha vinto il Festival un artista presente nella sezione cadetta del Festival di Sanremo 2016, ovvero Mahmood; prima di lui ci erano riusciti Francesco Gabbani nel 2017 ed Ermal Meta nel 2018 in coppia con Fabrizio Moro.
- Per la prima volta nella storia del Festival di Sanremo da quando sono rese pubbliche le votazioni, l'artista vincitore non è il preferito del televoto durante la finalissima a tre che precede la proclamazione.[21]
- Sebbene il premio per il miglior duetto sia stato assegnato dalla giuria d'onore, il vincitore, ovvero il cantautore Motta, risulta essere solo terzo nella graduatoria della suddetta giuria.[21]
- Al momento della loro duetto avvenuto nel corso della quarta serata, Ultimo e Fabrizio Moro erano ancora i vincitori in carica della precedente edizione; il primo per la sezione Nuove proposte e il secondo per la sezione Campioni (assieme a Ermal Meta).
- Fatta eccezione per la prima serata, Loredana Bertè ha ricevuto una standing ovation da parte del pubblico del Teatro Ariston al termine di ogni sua esibizione.
- Il brano Le nostre anime di notte di notte di Anna Tatangelo è il 2000º brano presentato al Festival di Sanremo.